# Bombino bianco
Il Bombino bianco è un vitigno a bacca bianca italiano. È uno dei vitigni più antichi e più diffusi nel centrosud, in particolare in Puglia, dove la sua uva costituisce materia prima per eccellenti vini quali il Castel del Monte Bombino Bianco, il Castel del Monte Bombino Bianco frizzante, il San Severo Bianco, il San Severo Bianco frizzante e il Cacc'e mmitte di Lucera.
Antica la presenza in Lazio, Marche e Abruzzo, in quest'ultima regione però veniva erroneamente chiamato ed associato al Trebbiano Abruzzese, varietà da cui si ottiene l'omonimo vino bianco Trebbiano d'Abruzzo. 
Il Legislatore nella prima stesura del disciplinare di produzione del "Trebbiano d'Abruzzo" ha associato il Bombino Bianco al Trebbiano Abruzzese rendendo il vino "Trebbiano d'Abruzzo" fatto esclusivamente di uve Bombino Bianco o in miscela con il Trebbiano Toscano; il Disciplinare di Produzione relativo ad una delle maggiori DOC Abruzzesi è stato modificato successivamente in corrispondenza della riscoperta dei primi cloni di vite di Trebbiano Abruzzese, quindi è stato possibile inserire anche quest'ultima varietà come idonea ala produzione del "Trebbiano d'Abruzzo". 
L'elevata produttività unita all'ottima qualità del prodotto da vino hanno contribuito alla sua diffusione nelle regioni del nord e in Emilia-Romagna, dove viene anche denominato Pagadebit e Straccia Cambiale, con riferimento alla sua convenienza e al reddito che i viticoltori riescono ad ottenere.

## Caratteristiche fisiche
- Foglia tri o pentalobata di media grandezza
- Grappolo medio-grande, conico o cilindrico, spesso a forma alata
- Acino medio/grande, rotondo, con buccia spessa e consistente, colore giallo-verdognolo e macchie marroni.